# Identity (BoA)
Identity è il settimo album giapponese della cantante coreana BoA, pubblicato il 10 febbraio 2010 dall'etichetta discografica Avex Trax nei formati CD e CD+DVD. È inoltre il suo primo album che non raggiunge le 100 000 copie vendute e non riceve certificazione.

## Tracce[3]
CD
1. This Is Who I Am - 2:52
2. Easy - 3:23
3. Bump Bump! (feat. Verbal of M-Flo) - 4:01
4. Lazer - 4:07
5. Interlude #1 - 0:09
6. Is This Love - 4:06
7. Mamoritai: White Wishes (まもりたい: White Wishes; I Want To Protect: White Wishes - 3:31
8. Interlude #2 - 0:04
9. Neko Rabu (猫ラブ; Kitten Love) - 3:30
10. Untitled (Album Version) - 7:10
11. Possibility (with Daichi Miura) - 4:07
12. Fallin' - 5:14
13. My All - 5:38

DVD
1. Bump Bump! (Music Video) - 4:17
2. Mamoritai: White Wishes (Music Video) - 3:28
3. BoA Release Party 2009 Best & USA: Thank You for Your Support! (Live at Studio Coast April 6, 2009) - 50:57

## Classifiche
| Classifica                           | Posizione raggiunta |
| ------------------------------------ | ------------------- |
| Corea del Sud (Gaon Overseas chart)  | 38                  |
| Filippine                            | 1                   |
| Giappone (Billboard)                 | 4                   |
| Giappone (Oricon Daily Charts)       | 2                   |
| Giappone (Oricon Weekly Charts)      | 4                   |
| Giappone (Oricon Monthly Charts)     | 7                   |
| Giappone (Soundscan)                 | 5                   |
| Taiwan (5 Music J-pop/K-pop Chart)   | 1                   |
| Taiwan (G-Music Combo Chart)         | 6                   |
| Taiwan (G-Music International Chart) | 2                   |
| Taiwan (G-Music J-pop Chart)         | 2                   |
| World Albums Top 40                  | 31                  |

## Date di pubblicazione
| Nazione       | Data             | Formato                      | Etichetta         |
| ------------- | ---------------- | ---------------------------- | ----------------- |
| Giappone      | 10 febbraio 2010 | CD, CD+DVD, Digital Download | Avex Trax         |
| Taiwan        | 12 febbraio 2010 | CD                           | Avex Taiwan       |
| Hong Kong     | 20 febbraio 2010 | CD+DVD                       | Avex Asia         |
| Corea del Sud | 22 febbraio 2010 | CD+DVD                       | SM Entertainment  |
| Filippine     | 16 aprile 2010   | CD                           | Universal Records |